# Władysław Dorohostajski
Władysław Monwid Dorohostajski herbu Leliwa (ur. w 1614 roku – zm. w maju 1638 roku) – cześnik wielki litewski i marszałek Trybunału Głównego Wielkiego Księstwa Litewskiego w 1636 roku, starosta żyżmorski.
Syn Krzysztofa Dorohostajskiego i jego drugiej żony Zofii z Radziwiłłów (1577–1614). Matka zmarła dzień po jego urodzeniu, ojciec – gdy miał rok. Był wychowywany na dworze Leszczyńskich w Lesznie w Wielkopolsce.
Podobnie jak ojciec i matka gorliwy wyznawca kalwinizmu. Starannie wykształcony w kalwińskich szkołach we Włodawie i Lesznie, a potem na uniwersytetach w Lejdzie i Franeker, większej kariery nie zrobił, prawdopodobnie nie tylko ze względu na swoje wyznanie, ale także brak większego zainteresowania polityką. Był natomiast rzeczywiście pobożny, w 1631 wydał ordynację dla kościołów swych majętności, a w testamencie zadbał o zbory na Litwie i Wołyniu.
Żonaty z Elżbietą z Samson-Podbereskich, miał córkę Zofię (1632-1653), od 22 kwietnia 1646 żonę Tomasza Sapiehy, jego jedyną dziedziczkę. Wdowa wyszła powtórnie za mąż i ok. 1650 przeszła na katolicyzm. Córka Zofia, wychowywana przez Radziwiłłów birżańskich, po wyjściu za mąż również przeszła na katolicyzm, ale nie zamknęła zborów w swoich posiadłościach na Litwie, które funkcjonowały do "potopu szwedzkiego". Zbory na Wołyniu (Dorohostaje, Pietuchów), niechronione przez prawo, upadły zapewne wraz z konwersją Zofii Dorohostajskiej.
Poseł na sejm 1634 roku, sejm nadzwyczajny 1635 roku, sejm 1638 roku.